# Górska Szkoła Szybowcowa „Żar”

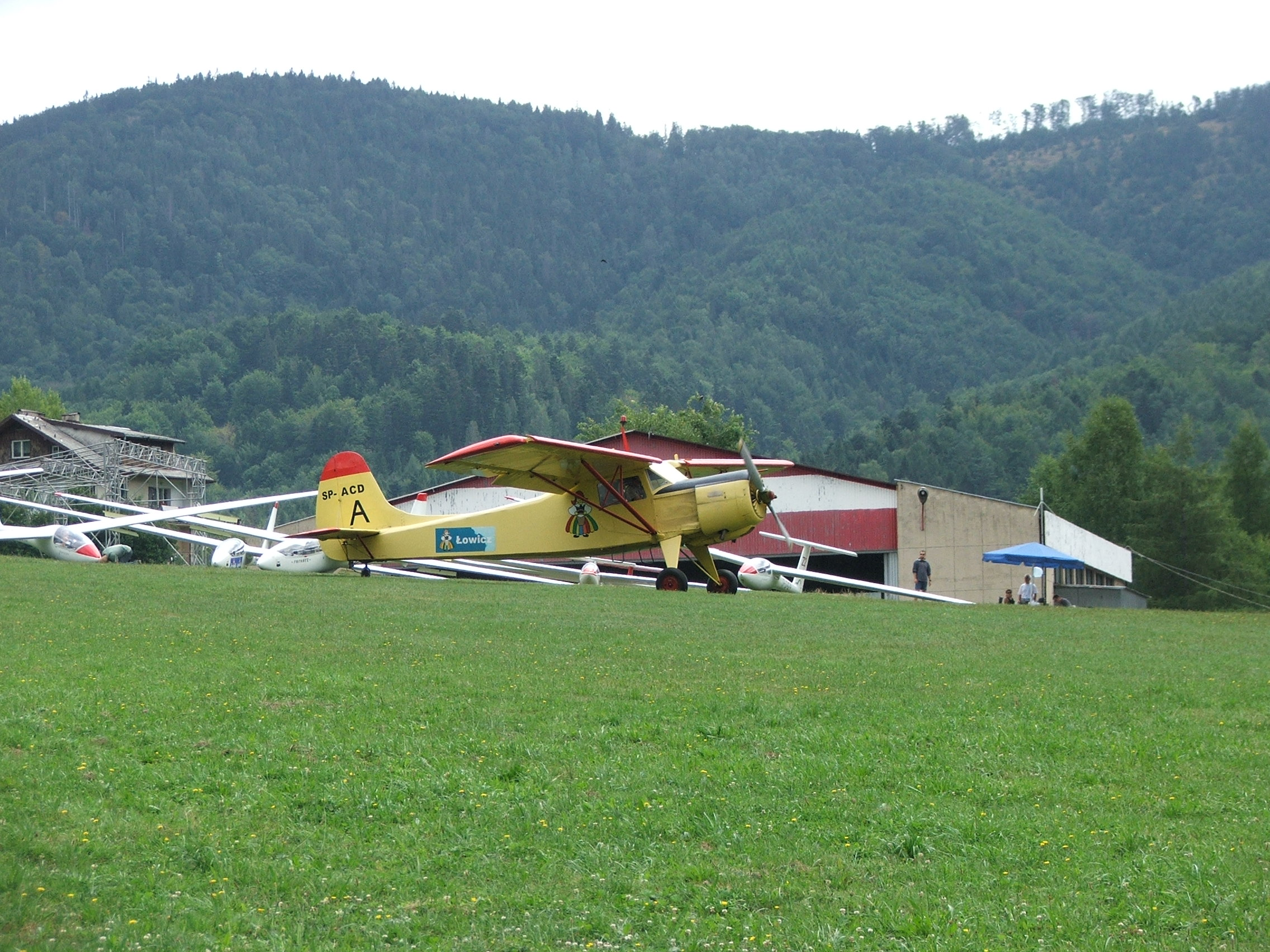
Samolot holujący i szybowce przed hangarem Górskiej Szkoły Szybowcowej „Żar”

Górska Szkoła Szybowcowa „Żar” – od 1936 roku jeden z głównych w Polsce ośrodków szkolenia szybowcowego. Obok szkół w Ustianowej i Bezmiechowej (starszych) uważana za kolebkę polskiego szybownictwa.

## Lokalizacja
Szczyt i podnóże góry Żar w Beskidzie Małym. Szkoła wykorzystuje lotnisko Żar. Najbliższą miejscowością jest Międzybrodzie Żywieckie.
Loty szybowcowe w pierwszym okresie rozwoju szybownictwa były wykonywane ze zboczy gór; po starcie z lin gumowych piloci wykorzystywali noszenia żaglowe. Teren góry Żar został wybrany w 1936 roku ze względu na dobre warunki dla takich lotów.

## Historia
Pierwsze testowe loty wykonano ze szczytu góry Żar jesienią 1935 roku. W 1936 roku zaczęto budowę infrastruktury (m.in. tory wyciągu linowego dla transportu szybowców od podnóża na szczyt). Od 1937 roku funkcjonowała już szkoła szybowcowa.
W okresie wojny część infrastruktury Szkoły była wykorzystywana przez okupanta, także do szkolenia szybowcowego. Sprzęt szkoły został niemal całkowicie zniszczony.
Od lutego 1945 roku harcerze podjęli prace przy reaktywacji Szkoły. Oficjalne uruchomienie nastąpiło 1 lipca 1945 roku, w strukturach harcerstwa (potem przynależność organizacyjną Szkoły wielokrotnie zmieniano). Kurs unifikacyjny instruktorów szkoły odbył się w tym samym miejscu 2 tygodnie wcześniej.
Od tego czasu (z przerwą w okresie 1951–1954) Szkoła, korzystając z wyjątkowych warunków geograficznych, prowadzi szkolenia dla szybowników z całej Polski, głównie w lotach żaglowych i falowych. Jest także miejscem zawodów rangi Mistrzostw Polski.
Od okresu przedwojennego ze Szkołą są związane osoby rekordzistów i mistrzów Polski, Europy, świata czy pilotów doświadczalnych, jak: Tadeusz Góra, Adam Zientek, Sebastian Kawa, Stanisław Wielgus.
Szkoła jest popularyzowana w wielu filmach i publicystyce jednego z jej społecznych instruktorów, aktualnego i wielokrotnego mistrza świata, Sebastiana Kawy.
GSS Żar była jednym z miejsc kręcenia zdjęć do filmu Pierwszy start (premiera 1951), pierwszej roli filmowej Stanisława Mikulskiego.